# 库里马塔
库里马塔（葡萄牙語：Curimatá）是巴西皮奥伊州的一个市镇。总面积2360.527平方公里，总人口10360人，人口密度4.4人/平方公里。